# Sedliště (districtul Frýdek-Místek)
Sedliště (în poloneză Siedliszcze) este o comună și un sat în districtul Frýdek-Místek din regiunea Moravia-Silezia din Cehia. Are o populație de aproximativ 1.700 de locuitori.

## Geografie
Sedliště se află la aproximativ 3 kilometri (2 mi) nord de Frýdek-Místek și la 10 kilometri (6 mi) sud-est de Ostrava. Se află la granița dintre bazinul Ostravei și dealurile Podbeskydy (în cehă: Podbeskydská pahorkatina), în regiunea istorică Cieszyn Silezia. Cel mai înalt punct al comunei este dealul Černá zem aflat la 374 metri (1.227 ft) deasupra nivelului mării.

## Istorie
Fondarea satului a făcut parte dintr-o campanie de colonizare mai amplă care a avut loc la sfârșitul secolului al XIII-lea în teritoriul care va fi cunoscut ulterior ca Silezia Superioară.
Sedliště a fost menționat pentru prima dată în jurul anului 1305 ca Sedlicz într-un document în limba latină al Eparhiei Catolice de Wrocław, document denumit Liber fundationis episcopatus Vratislaviensis.
Politic, satul a aparținut inițial Ducatului de Teschen, format în 1290 ca urmare a fragmentării feudale a Poloniei și a fost condus de o ramură locală a dinastiei Piast. În 1327, ducatul a ajuns să fie o feudă a Regatului Boemiei, care după anul 1526 a devenit o parte a monarhiei habsburgice.
Sedliště a devenit reședința unei parohii catolice, menționat într-un registru de plăți din 1447, printre cele 50 de parohii ale diaconiei din Teschen, sub numele de Czedlicz.
În 1573 a fost vândut ca unul dintre cele 16 sate și cu orașul Frýdek⁠(d) și a format un stat separat de Ducatul de Teschen.
După Primul Război Mondial și dizolvarea Austro-Ungariei, comuna a devenit parte a Cehoslovaciei. În martie 1939, a devenit parte a Protectoratului Boemiei și Moraviei. După cel de-Al Doilea Război Mondial a fost restituită Cehoslovaciei.

## Transporturi
Nu există căi ferate sau drumuri principale care să treacă prin comună.

## Obiective turistice

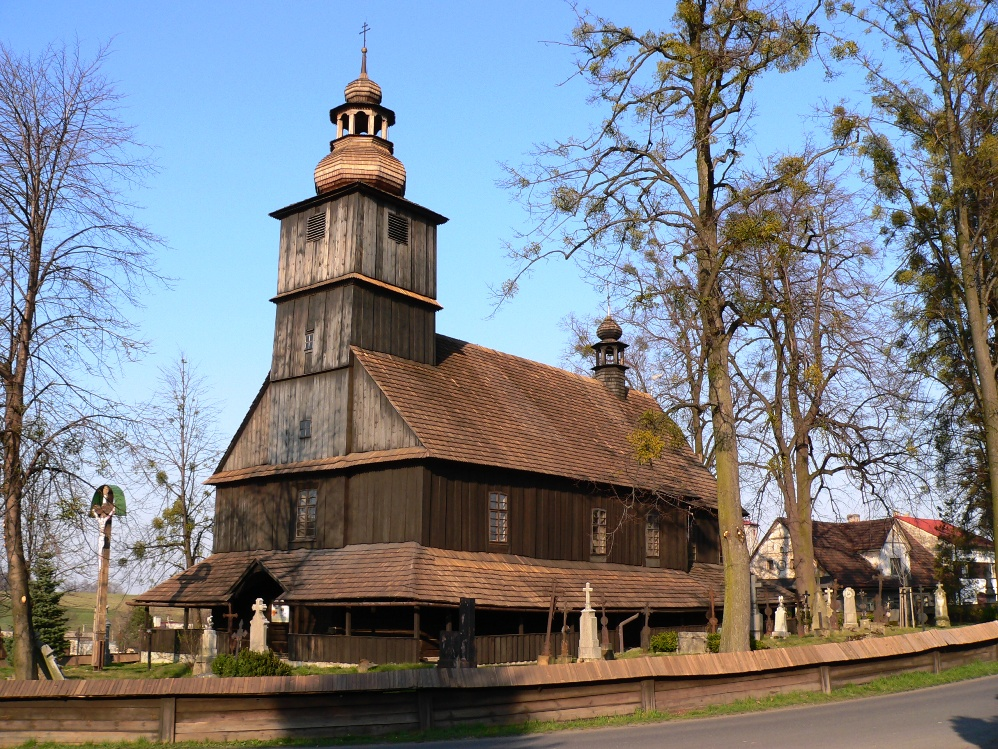
Biserica Tuturor Sfinților

Cea mai valoroasă clădire este Biserica Tuturor Sfinților care a fost construită din lemn. A fost menționată pentru prima dată în anul 1447 și a fost înlocuită de o clădire nouă în 1638. În 1862, clopotnița a fost înlocuită cu un turn nou.